# هوغو (كولورادو)
هوغو (بالإنجليزية: Hugo, Colorado)‏ هي بلدة تقع في مقاطعة لينكون، كولورادو بولاية كولورادو في الولايات المتحدة. تبلغ مساحتها 2.5 (كم²)، وترتفع عن سطح البحر 1536 م، بلغ عدد سكانها 885 نسمة في عام 2000 حسب إحصاء مكتب تعداد الولايات المتحدة وتصل الكثافة السكانية فيها 354 نسمة/كم2.

## وصلات خارجية
- City of Hugo Colorado
- The US50 - Cities and Towns in Colorado State
- Colorado Cities and Towns, Facts, Map, Flag, Colleges, Government, and More